# Teklin (Żyrardów)
Teklin (do lat 1960. Teklinów) – dawna wieś, od 1985 w granicach miasta Żyrardów, w województwie mazowieckim, w powiecie żyrardowskim. Leży w najdalej na północ wysuniętej części Żyrardowa. W miejscu dawnej wsi znajduje się obecnie osiedle Teklin.
W latach 1867–1939 wieś Teklinów znajdowała się w gminie Żyrardów] a 1940–1954 w gminie Żyrardów-Wiskitki w powiecie błońskim. 20 października 1933 utworzyła gromadę w granicach gminy Żyrardów. Od 1948 w powiecie grodziskomazowieckim.
W związku z reorganizacją administracji wiejskiej jesienią 1954 Teklinów wszedł w skład gromady Kozłowice Nowe, 31 grudnia 1959  gromady Międzyborów, a 1 stycznia 1969 – już pod nazwą Teklin – w skład gromady Wiskitki.
1 stycznia 1985 Teklin włączono do Żyrardowa.